# Харрелл, Ханна
Ха́нна Ха́ррелл (англ. Hanna Harrell, род. 26 сентября 2003 года) — американская фигуристка, выступающая в одиночном катании. Оловянная медалистка чемпионата США 2019 года.
Кроме того, за год до этого, в 2018 году, она уже завоевывала оловянную медаль чемпионата США, только в юниорской категории.
В марте 2019 года впервые представила свою страну на чемпионате мира среди юниоров и заняла там 7-е место.

## Биография
Родилась в Расселвилле (штат Арканзас) 26 сентября 2003 года.

### Сезон 2015/2016
В январе 2016 года завоевала серебряную медаль чемпионата США в разряде juvenile.

### Сезон 2016/2017
В январе 2016 года заняла 6-е место чемпионата США в разряде новисов (англ. novice).

### Сезон 2017/2018
В сезоне 2017/2018 состоялся её дебют юниорской серии Гран-при. Она выступила только на одном этапе, в октябре в Италии, заняв там 7-е место.
В январе 2018 года снова выступает на чемпионате США, на это раз в юниорской категории, и завоевывает оловянную медаль (за 4-е место, вслед за Алисой Лю, Пуджой Калян и Тин Цуэй).

### Сезон 2018/2019
В октябре 2018 года второй раз выступает на турнире из юниорской серии Гран-при, на этот раз в Армении, и там тоже занимает 7-е место.
В январе 2019 года выступает на чемпионате США уже во взрослой категории и на этот раз тоже завоевывает оловянную медаль (за 4-е место, вслед за той же Алисой Лю, Брэди Теннелл и Мэрайей Белл).
В марте впервые представила свою страну на чемпионате мира среди юниоров. Была 5-й в короткой программе и 9-й в произвольной и заняла итоговое 7-е место. Другая представительница США, Тин Цуэй, стала 3-й — вслед за представительницами России Александрой Трусовой и Анной Щербаковой.

## Спортивные достижения
| Соревнования                                       | 16/17         | 17/18         | 18/19         | 19/20         |
| Международные                                      | Международные | Международные | Международные | Международные |
| -------------------------------------------------- | ------------- | ------------- | ------------- | ------------- |
| Philadelphia Summer International                  |               |               |               | 3             |
| Международные среди юниоров                        |               |               |               |               |
| Чемпионаты мира среди юниоров                      |               |               | 7             |               |
| Этапы юниорского Гран-при: Армения                 |               |               | 7             |               |
| Этапы юниорского Гран-при: Франция                 |               |               |               | 7             |
| Этапы юниорского Гран-при: Италия                  |               | 7             |               |               |
| Asian Trophy                                       |               | 5             |               |               |
| Egna Trophy                                        |               | 2             |               |               |
| Национальные                                       |               |               |               |               |
| Чемпионаты США                                     | 6N.           | 4J.           | 4             |               |
| Уровни: N = детский уровень, J = юниорский уровень |               |               |               |               |

## Программы
| Сезон     | Короткая программа                        | Произвольная программа                        |
| --------- | ----------------------------------------- | --------------------------------------------- |
| 2019–2020 | - «Carmen's Story» Эдит Пиаф - «Tanguera» | - Рапсодия на тему Паганини Сергей Рахманинов |
| 2018–2019 | - «Bla Bla Bla Cha Cha Cha» Petty Booka   | - Танго                                       |
| 2017–2018 | - «Очи чёрные» 101 Strings                | - «Mambo Mix» Перес Прадо                     |